# Tongyong pinyin
Il tongyong pinyin (cinese: 通用拼音S, tōngyòng pīnyīnP, lett. "combinazione dei suoni di uso universale/generale") fu il sistema ufficiale di romanizzazione del cinese nella Repubblica di Cina (RDC) (Taiwan) fra il 2002 e il 2008. Il sistema fu usato in modo non ufficiale già tra il 2000 e il 2002, quando si stava valutando ai fini dell'adozione un nuovo sistema di romanizzazione per la Repubblica di Cina. Il Ministero dell'educazione della RDC approvò il sistema nel 2002, ma il suo uso non era obbligatorio. Dal 1º gennaio 2009, il tongyong pinyin non è più ufficiale, a causa dell'approvazione del Ministero dell'educazione dell'hanyu pinyin il 16 settembre 2008.

## Storia
L'impeto dietro l'invenzione del tongyong pinyin derivava dalla necessità di un sistema standardizzato di romanizzazione a Taiwan. Per decenni l'isola aveva impiegato vari sistemi, solitamente semplificazioni o adattamenti del Wade-Giles. (Lo zhuyin fuhao, un sistema fonetico standard per l'insegnamento linguistico nelle scuole di Taiwan, non utilizza l'alfabeto latino.)
Il tongyong pinyin fu introdotto nel 1998 da Yu Bor-chuan (余伯泉). L'obiettivo era di preservare i punti di forza dell'hanyu pinyin eliminando alcune delle difficoltà di pronuncia che esso presenta per i lettori internazionali, come le lettere q e x. Il sistema di Yu ha subito alcune revisioni successive.
La discussione e l'adozione del tongyong pinyin, come molte altre iniziative a Taiwan, acquisì rapidamente un carattere partigiano legandosi alle questioni dell'identità nazionale. Le fazioni che si identificavano più fortemente con la nazione stessa, come il Partito Democratico Progressista (DPP) e i partiti alleati, non vedevano alcuna ragione per adottare l'hanyu pinyin solo perché la Cina continentale e l'ONU l'avevano fatto. Se il tongyong pinyin soddisfaceva più adeguatamente le necessità della nazione, la RDC aveva motivi sufficienti per adottarlo. Al contrario, le fazioni che si identificavano più strettamente con la cultura cinese, come il Kuomintang (KMT), non vedevano alcuna ragione per introdurre un nuovo sistema esclusivo per Taiwan se l'hanyu pinyin aveva già ottenuto l'accettazione internazionale. Ciascuna parte accusava l'altra di basare la sua preferenza sul sentimento anti-cinese o pro-cinese piuttosto che su una discussione obiettiva degli obiettivi della comunità.
Alla fine di ottobre 2000 una prima proposta di usare il tongyong pinyin come standard nazionale per la romanizzazione taiwanese fu bocciata dallo Yuan Esecutivo. Il mese seguente, però, fu ugualmente respinta anche la proposta di adottare l'hanyu pinyin con alcune modificazioni per i dialetti locali. Il 10 luglio 2002 il Ministero dell'educazione della RDC tenne una riunione sul punto, approvando la proposta di legge per usare il tongyong pinyin con una maggioranza assai risicata (a parte il presidente che non votava, erano presenti solo 10 dei 26 membri con diritto di voto). Nell'agosto 2002 il governò adottò il tongyong pinyin mediante un'ordinanza amministrativa, che i governi locali avevano comunque l'autorità di scavalcare nell'ambito della loro giurisdizione. Nell'ottobre 2007, con l'amministrazione del DPP ancora al potere, fu annunciato che la RDC avrebbe standardizzato le traslitterazioni inglesi dei suoi nomi di luogo in cinese mandarino entro la fine di quell'anno, dopo anni di confusione scaturente dalle molteplici ortografie, che usavano il tongyong pinyin sviluppato localmente.
Durante il 2008, il Kuomintang vinse sia le elezioni legislative che presidenziali. Nel settembre 2008, fu annunciato che il tongyong pinyin sarebbe stato sostituito dall'hanyu pinyin come standard del governo di Taiwan alla fine dell'anno. Dal 1º gennaio 2009, l'hanyu pinyin è quindi diventato l'unico sistema ufficiale di romanizzazione nella Repubblica di Cina.

## Adozione e uso
Il tongyong pinyin fu quindi, per un certo periodo, il sistema ufficiale di romanizzazione a Taiwan, ma il suo uso era volontario. Ancora oggi, a causa delle varie sovrapposizioni, c'è una certa confusione. Il sistema di romanizzazione che si incontra a Taiwan varia secondo l'autorità di governo che amministra la struttura. I cartelli stradali nella maggior parte delle aree impiegano il tongyong pinyin, comprese le città di Kaohsiung, Tainan e le contee circostanti. Questo contrasto si potrebbe vedere ad esempio nelle due entità che ora formano la municipalità di Taichung — la Contea di Taichung usava il tongyong, mentre la Città di Taichung usa l'hanyu pinyin almeno dal 2004. Taipei usa esclusivamente l'hanyu pinyin. La Contea di Taipei (ora Città di Nuova Taipei) usava il tongyong pinyin, ma nelle stazioni della Metro di Taipei il tongyong pinyin era dato tra parentesi dopo l'hanyu pinyin. Le ortografie in Wade-Giles modificato sono ancora usate popolarmente per molti nomi propri, specie nomi di persona e aziende.
L'impasse politica bloccò gli obiettivi del Ministero dell'educazione di sostituire lo zhuyin con il pinyin per insegnare la pronuncia nella scuola elementare. Pertanto, lo zhuyin ancora oggi è ampiamente usato per insegnare la pronuncia del mandarino agli alunni delle scuole. I libri per bambini tipicamente mostrano nel testo i caratteri zhuyin accanto a quelli cinesi.
Il 17 settembre 2008, il Ministero dell'educazione annunciò che lo sistema del governo per la romanizzazione sarebbe passato all'hanyu pinyin su scala nazionale, con effetto dal 1º gennaio 2009. Gli individui avrebbero conservato però la scelta di quali ortografie utilizzare per i loro nomi. Questo ha effettivamente eliminato il tongyong pinyin come standard ufficiale della RDC.
All'inizio del 2011, dopo due anni dall'adozione ufficiale dell'hanyu pinyin, resta come già detto ancora una certa sovrapposizione tra i vari sistemi di ortografia, dovuta alla stratificazione degli anni passati.

## Variante per la lingua taiwanese
Il sistema del tongyong pinyin esiste anche in una versione con simboli fonetici taiwanese (cinese: 臺語音標版), il Daighi tongiong pingim, che manca della lettera f ma aggiunge la lettera bh (per bhān - 万). Tuttavia, nel 2006, il Ministero dell'educazione respinse l'uso del Daighi tongiong pingim (cinese: 臺語通用拼音) per il dialetto taiwanese in favore del Pe̍h-ōe-jī (cinese: 台羅版拼音).

## Caratteristiche

### Ortografia
Caratteristiche salienti del tongyong pinyin sono:
- Il tono 1 è privo di contrassegni.
- zh- dell'hanyu pinyin diventa jh- (il Wade-Giles usa ch-).
- x- e q- dell'hanyu pinyin sono completamente inutilizzati nel tongyong pinyin: diventano s- e c- (il Wade-Giles usa hs- e ch'-).
- Le -i dell'hanyu pinyin (non rappresentate nello zhuyin) note come la rima vuota (空韻),  sono mostrate come -ih (parzialmente simile al Wade-Giles), cioè i gruppi nell'hanyu pinyin come zi (資), ci (慈), si (思), zhi (知), chi (吃), shi (詩) e ri (日) finiscono tutti in -ih nel tongyong pinyin.
- ü usata nel pinyin (scritta u dopo j, q e x) è sostituita da yu.
- -eng diventa ong dopo f- e w- (奉、瓮)
- wen (溫) diventa wun
- -iong diventa yong, ad es. syong invece del pinyin xiong (兇). (Cf. -iang rimane immutata: siang).
- Diversamente dal Wade-Giles e dall'hanyu pinyin, -iu e -ui [per es., le contrazioni liu (六) e gui (鬼)] si possono scrivere opzionalmente per esteso come -iou e -uei. Tuttavia, secondo il Ministero dell'interno, nelle romanizzazioni dei nomi di luogo che siano a livello di comune o al di sotto di questo, le lettere devono essere scritte per esteso.

### Punteggiatura
- Le sillabe del tongyong nella stessa parola (eccetto i toponimi) devono essere separati da trattini, come il Wade-Giles. Eccetto questo, nelle romanizzazioni del Ministero dell'interno, i nomi di luogo non hanno spazi tra le sillabe.
- Il tongyong usa i segni dei toni come lo zhuyin, e diversamente dall'hanyu, cioè il tongyong non ha alcun segno per il primo tono, ma un punto per il tono neutro (che è opzionale sui computer).
- Il segno di disambiguazione sulla sillaba opzionale è l'apostrofo (come l'hanyu), ad es. ji'nan rispetto a jin'an. Il segno può anche, come nei nomi di luogo del Ministero dell'interno, essere un trattino.

### Caratteristiche in comune con l'hanyu pinyin
Ignorando il tono, l'80,53% delle sillabe del tongyong pinyin sono scritte identicamente a quelle dell'hanyu pinyin; il 19,47% sono invece scritte diversamente. La differenza si amplia quando le sillabe sono misurate secondo la frequenza media di uso nella vita quotidiana, dando come risultato una differenza nelle ortografie del 48,84%.

## Argomentazioni
La prevalenza dell'hanyu pinyin come sistema consolidato pesa sul dibattito riguardo al tongyong pinyin almeno quanto una qualsiasi caratteristica del sistema stesso. Le argomentazioni presentate nel dibattito in corso comprendono le seguenti.

### A favore del tongyong pinyin

#### Intrinseche
- L'ortografia del tongyong, si sostiene, consente una pronuncia più accurata ai parlanti non cinesi di quanto faccia l'hanyu pinyin. Il tongyong non usa le lettere q e x, ad esempio, in modi che confondono i parlanti non cinesi che mancano di addestramento al sistema [questa argomentazione ha bisogno di un riferimento credibile. L'attuale riferimento è a una lettera a un giornale da parte di un non esperto].[14] Tuttavia, questa argomentazione è contraddetta dall'incoerenza interna nel tongyong pinyin (ad esempio, nell'uso della lettera c nel tongyong pinyin per rappresentare il suono tɕʰ, rappresentato dalla q in hanyu pinyin). Tale pronuncia necessiterebbe dello stesso livello di familiarizzazione dell'hanyu pinyin.
- Le persone familiari con l'hanyu pinyin non troveranno niente di radicalmente diverso quando useranno il tongyong pinyin.
- Il tongyong elimina il bisogno di segni diacritici per il suono della u con la umlaut.
- Le ortografie fong e wong riflettono più accuratamente i suoni di 風 e 翁 come pronunciati nel mandarino standard di Taiwan, in confronto a feng e weng.

#### Pratiche
- Il tongyong è comodo per le imprese per la facilità che offre nella pronuncia. Gli stranieri a Taiwan potrebbero più facilmente descrivere e trovare nomi di luogo, nomi di persona, imprese e persone del posto.
- Il tongyong pinyin non richiede alcun altro adattamento particolare nella corrispondenza internazionale rispetto a quanto già richiede la differenza nei caratteri cinesi (semplificati, tradizionali).
- Il tongyong segna un equilibrio tra il bisogno di internazionalizzazione e le esigenze locali di Taiwan.[15]
- Il tongyong pinyin non soppianterebbe l'hanyu pinyin a Taiwan, in quanto in ogni modo l'hanyu si incontra raramente fuori dall'area di Taipei e non è mai stato di uso comune. Il tongyong è destinato a soppiantare le molte varianti del Wade-Giles che rimangono la forma dominante di romanizzazione che si incontra a Taiwan. Nessuno contesta la superiorità del tongyong pinyin rispetto al Wade-Giles e il beneficio che si guadagnerebbe dal cambio.
- Il tongyong non impone il suo uso esclusivo a coloro che hanno già studiato l'hanyu. Si può usare qualsiasi sistema si desidera nel rendere i caratteri mentre si digitano caratteri o si formattano documenti in mandarino. I computer e i dispositivi elettronici a Taiwan già offrono come opzioni tastiere in hanyu pinyin ed MPS. Anche le transizioni tra le forme romanizzate sono realizzate facilmente, se necessario.
- La romanizzazione è più utile per gli individui che, mancando di una formazione in mandarino, trovano i nomi e i termini nei resoconti della stampa e nella letteratura. Gli studenti di mandarino conseguono l'alfabetizzazione nei caratteri cinesi e mettono da parte i sistemi di romanizzazione di qualsiasi tipo. Perciò ha senso, se si possono preservare altri obiettivi, dare priorità a consentire unla pronuncia iniziale sicura delle parole mandarine da parte dei principianti.

### Contro il tongyong pinyin

#### Intrinseche
- La romanizzazione dell'hanyu pinyin include nella sua sistematizzazione meno regole fonologiche del tongyong pinyin, sebbene a costo di richiedere un maggior numero di fonemi. Questo si potrebbe vedere nel trattamento da parte del tongyong pinyin delle lettere c ed s.

```
 
/c/ → [tɕ]/_i

 
/s/ → [ɕ]/_i
```

- Esistono incoerenze interne nel tongyong pinyin, come l'uso di lettere diverse per rappresentare lo stesso suono: e rispetto a u (ben, pen, fen & men ma wun) e i rispetto a y (ciang ma cyong); o l'uso della stessa lettera per rappresentare suoni diversi  (s, c e z che rappresentano ciascuna sia una dentale che una sibilante palatale).
- Ogni sillaba mandarina può essere espressa con un uguale o minore numero di battute nell'hanyu pinyin in confronto al tongyong pinyin.[16]
- Malgrado il fatto che il 19,47% delle sillabe del tongyong siano scritte diversamente dall'hanyu pinyin, se misurate secondo la frequenza media dell'uso delle parole nella vita quotidiana, la percentuale di ortografie diverse è il 48,84%.[13]

#### Questioni di praticità
- Il sistema standard di romanizzazione della Repubblica Popolare Cinese (Cina continentale), dell'ISO e dell'ONU è l'hanyu pinyin. Per questa ragione è il sistema insegnato nei sistemi educativi fuori da Taiwan. Gli stranieri che imparano il mandarino devono quindi imparare comunque l'hanyu pinyin. Quali che siano i meriti di un nuovo sistema, è improbabile che esso prenda il posto dell'hanyu pinyin a questo livello.
- Qualsiasi nuovo sistema di romanizzazione, indipendentemente dai suoi meriti, rende le scelte della romanizzazione stessa più complesse anziché più semplici. Si introducono nuove ortografie dove già esistono e addirittura competono ortografie consolidate. "Dinastia Qing" (hanyu) e '"dinastia Ch'ing" (Wade-Giles) può ora essere scritto anche come "dinastia Cing" (tongyong). "Dinastia Zhou" (hanyu) o "dinastia Chou" (Wade-Giles) può ora essere scritto anche come "dinastia Jhou" (tongyong).
- L'uso del tongyong o dell'hanyu a Taiwan, per i motivi già ricordati all'inizio, è diventato oggetto di polemica politica e appare spesso legato troppo fortemente alle fortune di specifici partiti politici. Data la situazione, di solito è considerato meglio assumere per difetto il sistema più ampiamente utilizzato.
- L'hanyu pinyin è più comodo per le imprese perché queste già lo usano.
- Il tongyong pinyin attualmente è più utile ai visitatori e ai turisti che hanno meno familiarità con il mandarino che ai residenti che devono imparare questa lingua. Poiché il tongyong non è stato adottato per l'apprendimento linguistico nelle scuole di Taiwan, la maggior parte dei nativi continuano a usare altri metodi di romanizzazione (solitamente sistemi Wade-Giles modificati). Gli espatriati e gli immigranti che studiano il cinese generalmente devono imparare l'hanyu pinyin.
- Diversamente dalla Repubblica Popolare Cinese, dove ai cittadini si insegna l'hanyu pinyin nelle scuole, la romanizzazione tongyong non si insegna nel programma scolastico generale. Come risultato, pochi cittadini di Taiwan qualche volta la usano. Dato il fatto che nemmeno agli studenti di mandarino all'estero si insegna il tongyong pinyin, ci sono poche persone al mondo che lo usano in qualsiasi senso pratico. In altre parole, si può pensare che il sistema non dovrebbe essere promosso se né i locali né gli stranieri lo usano.

## Confronto tra hanyu pinyin e tongyong pinyin
Le differenze tra l'hanyu e il tongyong pinyin sono relativamente semplici.
- Le consonanti palatalizzate sono scritte j, c, s anziché j, q, x
- Le consonanti retroflesse sono jh, ch, sh anziché zh, ch, sh
- Le vocali "ronzanti" sono scritte ih (shih, sih) anziché i
- Yu e yong sono scritte in questo modo anche dopo una consonante (nyu, jyong), anziché come ü, u, o iong
- You e wei sono scritte iou e uei dopo una consonante (diou, duei), anziché contratte in iu e ui
- Eng e scritto ong labializzato dopo le consonanti labiali f, w (fong, wong), benché in entrambi i sistemi weng/wong si contragga in to ong dopo un'altra consonante
- Wen diventa wun
- Il primo tono non è scritto, ma quello neutro sì.

| IPA             | a  | ɔ  | ɛ  | ɤ   | ai | ei | au | ou | an | ən | aŋ  | əŋ  | ʊŋ   | aɚ  |
| --------------- | -- | -- | -- | --- | -- | -- | -- | -- | -- | -- | --- | --- | ---- | --- |
| Pinyin          | a  | o  | e  | e   | ai | ei | ao | ou | an | en | ang | eng | ong  | er  |
| Tongyong pinyin | a  | o  | e  | e   | ai | ei | ao | ou | an | en | ang | eng | ong  | er  |
| Wade-Giles      | a  | o  | eh | o/ê | ai | ei | ao | ou | an | ên | ang | êng | ung  | êrh |
| Zhuyin          | ㄚ | ㄛ | ㄝ | ㄜ  | ㄞ | ㄟ | ㄠ | ㄡ | ㄢ | ㄣ | ㄤ  | ㄥ  | ㄨㄥ | ㄦ  |
| Esempio         | 阿 | 哦 | 呗 | 俄  | 艾 | 黑 | 凹 | 偶 | 安 | 恩 | 昂  | 冷  | 中   | 二  |

| IPA             | i  | ie   | iou  | iɛn  | in   | iŋ   | iʊŋ  | u  | uo   | uei  | uən  | uəŋ  | y  | ye   | yɛn  | yn   |
| --------------- | -- | ---- | ---- | ---- | ---- | ---- | ---- | -- | ---- | ---- | ---- | ---- | -- | ---- | ---- | ---- |
| Pinyin          | yi | ye   | you  | yan  | yin  | ying | yong | wu | wo/o | wei  | wen  | weng | yu | yue  | yuan | yun  |
| Tongyong pinyin | yi | ye   | you  | yan  | yin  | ying | yong | wu | wo/o | wei  | wun  | wong | yu | yue  | yuan | yun  |
| Wade-Giles      | i  | yeh  | yu   | yen  | yin  | ying | yung | wu | wo/o | wei  | wên  | wêng | yü | yüeh | yüan | yün  |
| Zhuyin          | ㄧ | ㄧㄝ | ㄧㄡ | ㄧㄢ | ㄧㄣ | ㄧㄥ | ㄩㄥ | ㄨ | ㄨㄛ | ㄨㄟ | ㄨㄣ | ㄨㄥ | ㄩ | ㄩㄝ | ㄩㄢ | ㄩㄣ |
| Esempio         | 一 | 也   | 又   | 言   | 音   | 英   | 用   | 五 | 我   | 位   | 文   | 翁   | 玉 | 月   | 元   | 云   |

| IPA             | p  | pʰ | m  | fəŋ  | tiou   | tuei   | tuən   | tʰ | ny   | ly   | kɤɚ    | kʰ | xɤ   |
| --------------- | -- | -- | -- | ---- | ------ | ------ | ------ | -- | ---- | ---- | ------ | -- | ---- |
| Pinyin          | b  | p  | m  | feng | diu    | dui    | dun    | t  | nü   | lü   | ger    | k  | he   |
| Tongyong pinyin | b  | p  | m  | fong | diou   | duei   | dun    | t  | nyu  | lyu  | ger    | k  | he   |
| Wade-Giles      | p  | p' | m  | fêng | tiu    | tui    | tun    | t' | nü   | lü   | kêrh   | k' | ho   |
| Zhuyin          | ㄅ | ㄆ | ㄇ | ㄈㄥ | ㄉㄧㄡ | ㄉㄨㄟ | ㄉㄨㄣ | ㄊ | ㄋㄩ | ㄌㄩ | ㄍㄜㄦ | ㄎ | ㄏㄜ |
| Esempio         | 玻 | 婆 | 末 | 封   | 丟     | 兌     | 顿     | 特 | 女   | 旅   | 歌儿   | 可 | 何   |

| IPA             | tɕiɛn  | tɕiʊŋ  | tɕʰin  | ɕyɛn   | ʈʂɤ  | ʈʂɨ  | ʈʂʰɤ | ʈʂʰɨ  | ʂɤ   | ʂɨ   | ʐɤ   | ʐɨ  | tsɤ  | tsuo   | tsɨ | tsʰɤ | tsʰɨ | sɤ   | sɨ  |
| --------------- | ------ | ------ | ------ | ------ | ---- | ---- | ---- | ----- | ---- | ---- | ---- | --- | ---- | ------ | --- | ---- | ---- | ---- | --- |
| Pinyin          | jian   | jiong  | qin    | xuan   | zhe  | zhi  | che  | chi   | she  | shi  | re   | ri  | ze   | zuo    | zi  | ce   | ci   | se   | si  |
| Tongyong pinyin | jian   | jyong  | cin    | syuan  | jhe  | jhih | che  | chih  | she  | shih | re   | rih | ze   | zuo    | zih | ce   | cih  | se   | sih |
| Wade-Giles      | chien  | chiung | ch'in  | shüan  | chê  | chih | ch'ê | ch'ih | shê  | shih | jê   | jih | tsê  | tso    | tzŭ | ts'ê | tz'ŭ | sê   | sŭ  |
| Zhuyin          | ㄐㄧㄢ | ㄐㄩㄥ | ㄑㄧㄣ | ㄒㄩㄢ | ㄓㄜ | ㄓ   | ㄔㄜ | ㄔ    | ㄕㄜ | ㄕ   | ㄖㄜ | ㄖ  | ㄗㄜ | ㄗㄨㄛ | ㄗ  | ㄘㄜ | ㄘ   | ㄙㄜ | ㄙ  |
| Esempio         | 件     | 窘     | 秦     | 宣     | 哲   | 之   | 扯   | 赤    | 社   | 是   | 惹   | 日  | 仄   | 左     | 字  | 策   | 次   | 色   | 斯  |

| IPA                                 | ma˥˥  | ma˧˥  | ma˨˩˦ | ma˥˩  | ma     |
| ----------------------------------- | ----- | ----- | ----- | ----- | ------ |
| Pinyin                              | mā    | má    | mǎ    | mà    | ma     |
| Tongyong pinyin                     | ma    | má    | mǎ    | mà    | må     |
| Wade-Giles                          | ma1   | ma2   | ma3   | ma4   | ma0    |
| Zhuyin                              | ㄇㄚ  | ㄇㄚˊ | ㄇㄚˇ | ㄇㄚˋ | ㄇㄚ・ |
| Esempio (tradizionale/semplificato) | 媽/妈 | 麻/麻 | 馬/马 | 罵/骂 | 嗎/吗  |

## Galleria d'immagini

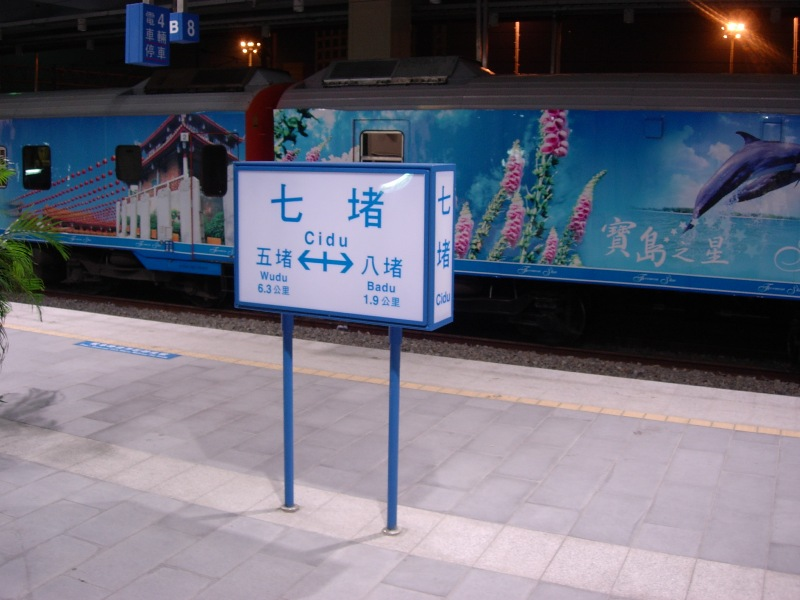
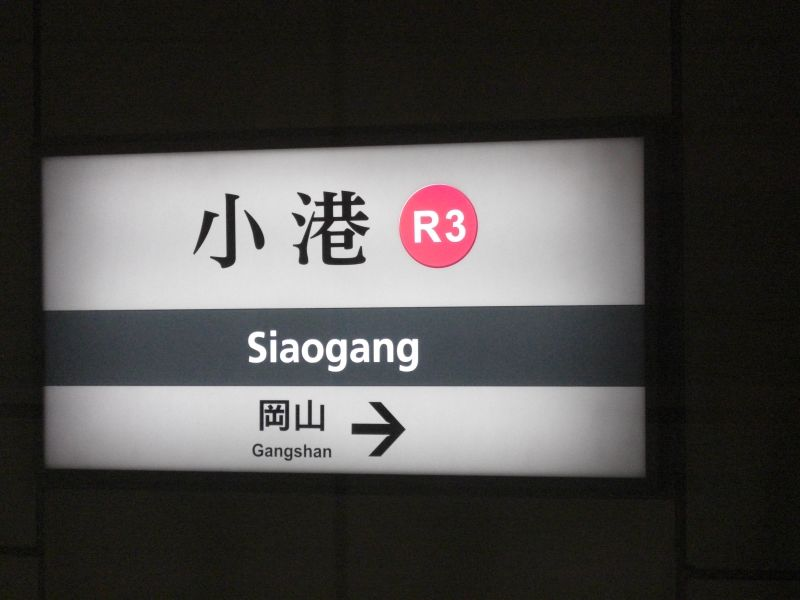
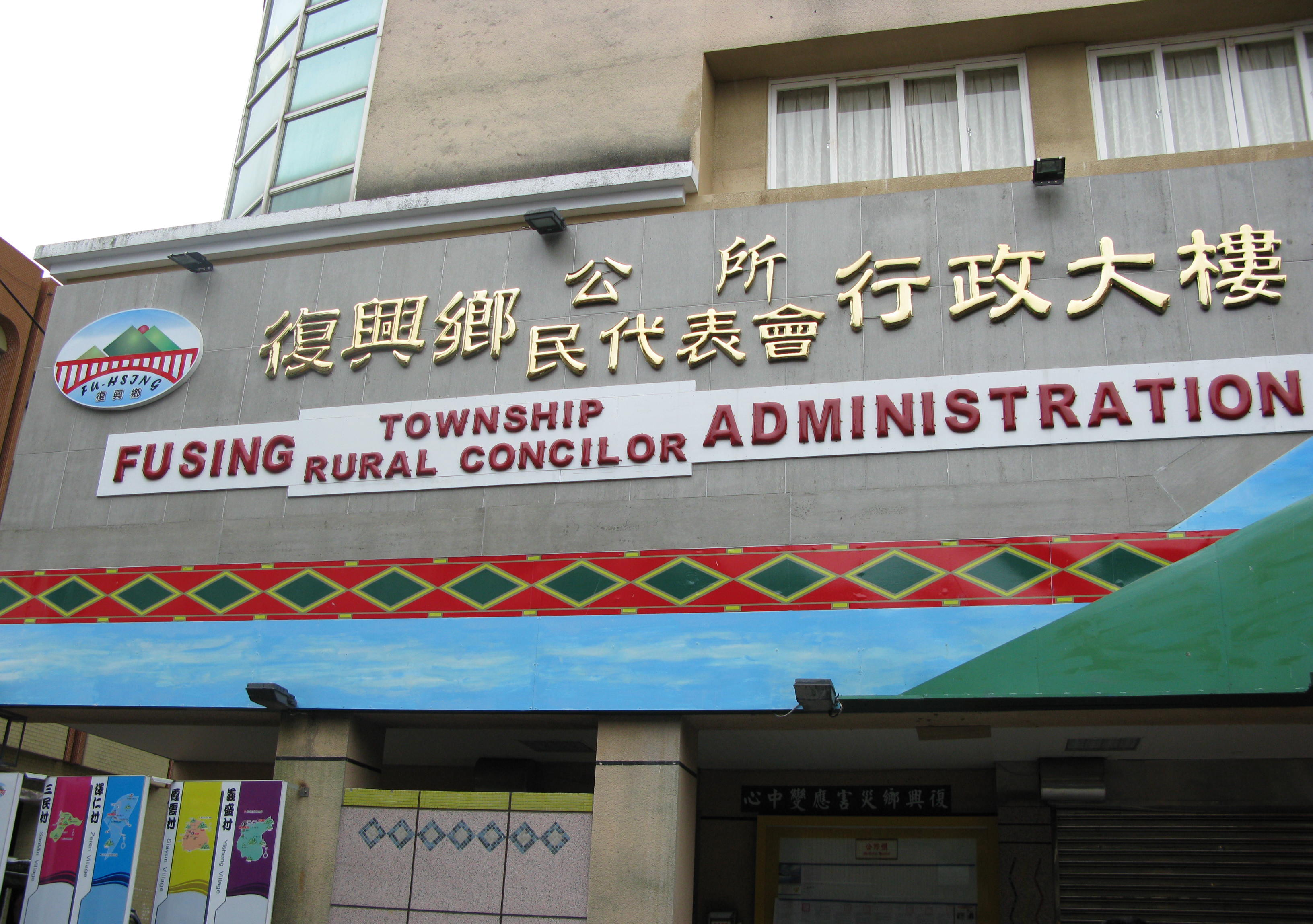